# Azzan
Azzan és una ciutat interior del Iemen, a la governació de Shabwa, a uns 125 al sud de la capital, Ataq, i a uns 135 km de Mukalla, més a l'est i a la costa. La ciutat és molt típica i té uns tres mil habitants. Propera es troba Habban on es fa el mercat. El clima és sec i les temperatures molt altes, properes als 50 graus a l'estiu.
El sultanat dels wahidi amb capital a Habban, es va fraccionar el 1830 en quatre sultanats, un dels quals fou Azzan. El sultà va signar un tractat de protectorat amb la Gran Bretanya el 1888 i va pertànyer al Protectorat d'Aden (vers 1888-1917), protectorat Occidental d'Aden (1917-1937), i Protectorat Oriental d'Aden (1937-1961). Vers el 1881 Abdallah ben Umar de Bal Haf va pujar al tron i menys de quatre anys després va unir els sultanats de Bal Haf i Azzan. El sultanat va incorporar també a Bir Ali el 1961 i a Habban el 1962, i va ingressar a la Federació d'Aràbia del Sud el 1963. Integrat a la República Popular del Iemen del Sud (1967-1970) i República Popular i Democràtica del Iemen (1970-1990), és part de la República del Iemen després de la unificació d'aquest darrer any.

## Sultans
- Ali ben Ahmad al-Wahidi 1830-vers 1850
- Muhsin ben Ali al-Wahidi vers 1850-1870
- Abd Allah ben Umar al-Wahidi vers 1870-1885
- Abd Allah ibn Salih al-Wahidi del 15 al 30 de gener de 1885